# Acacia ariquetra
Acacia ariquetra é uma espécie de leguminosa do gênero Acacia, pertencente à família Fabaceae.